# Apteka Pod Orłem w Krakowie

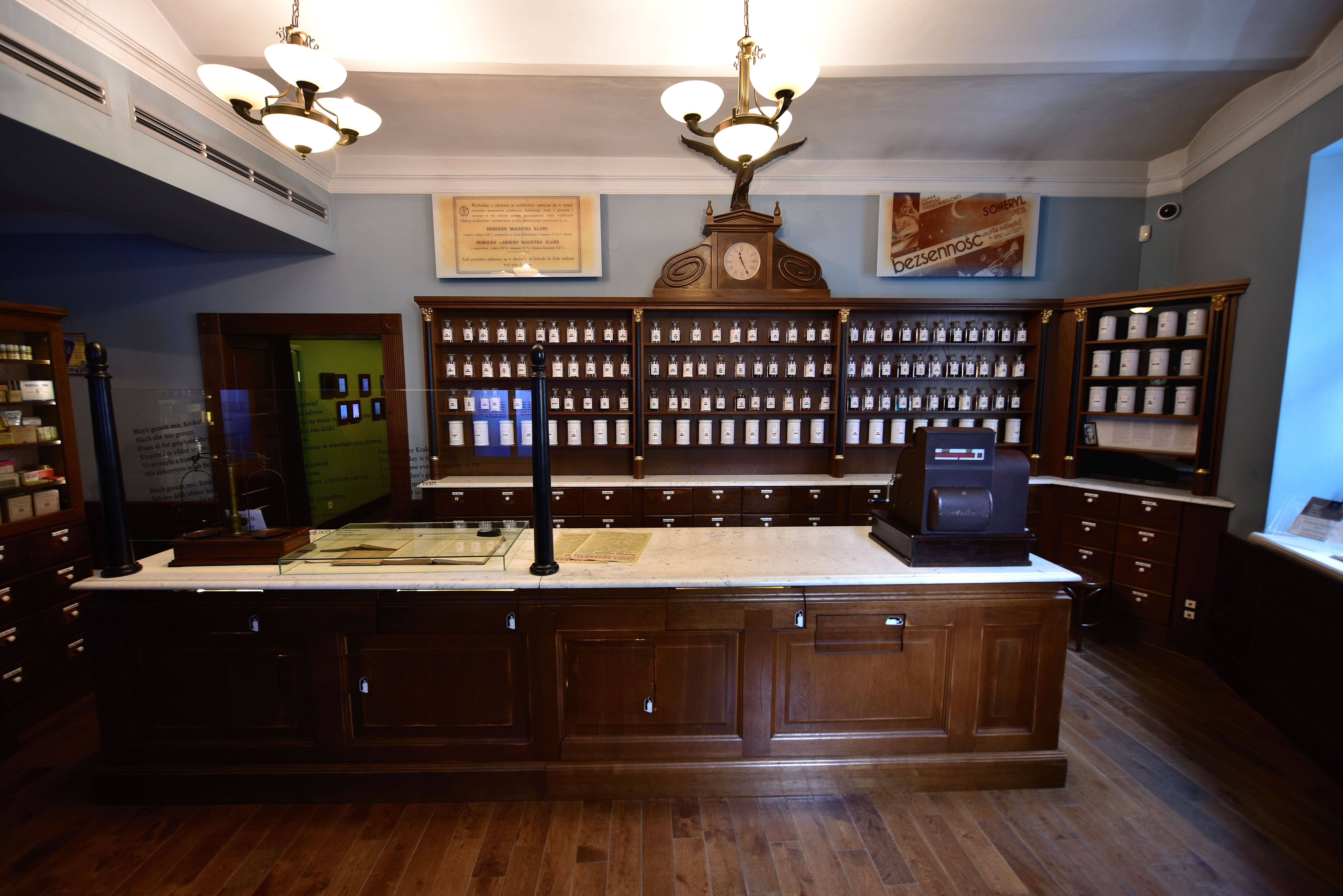
Izba ekspedycyjna w aptece Pod Orłem

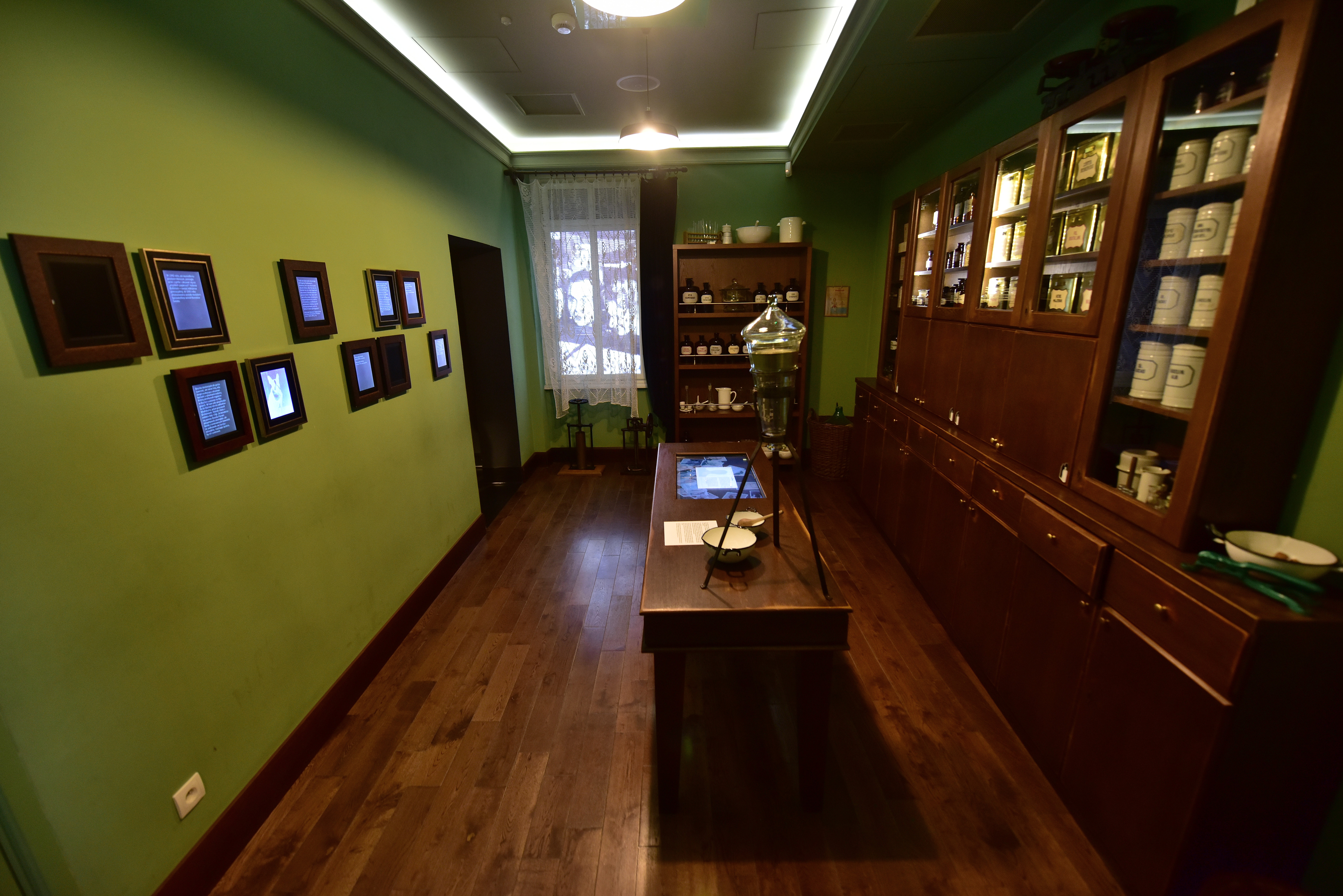
Sala recepturowa

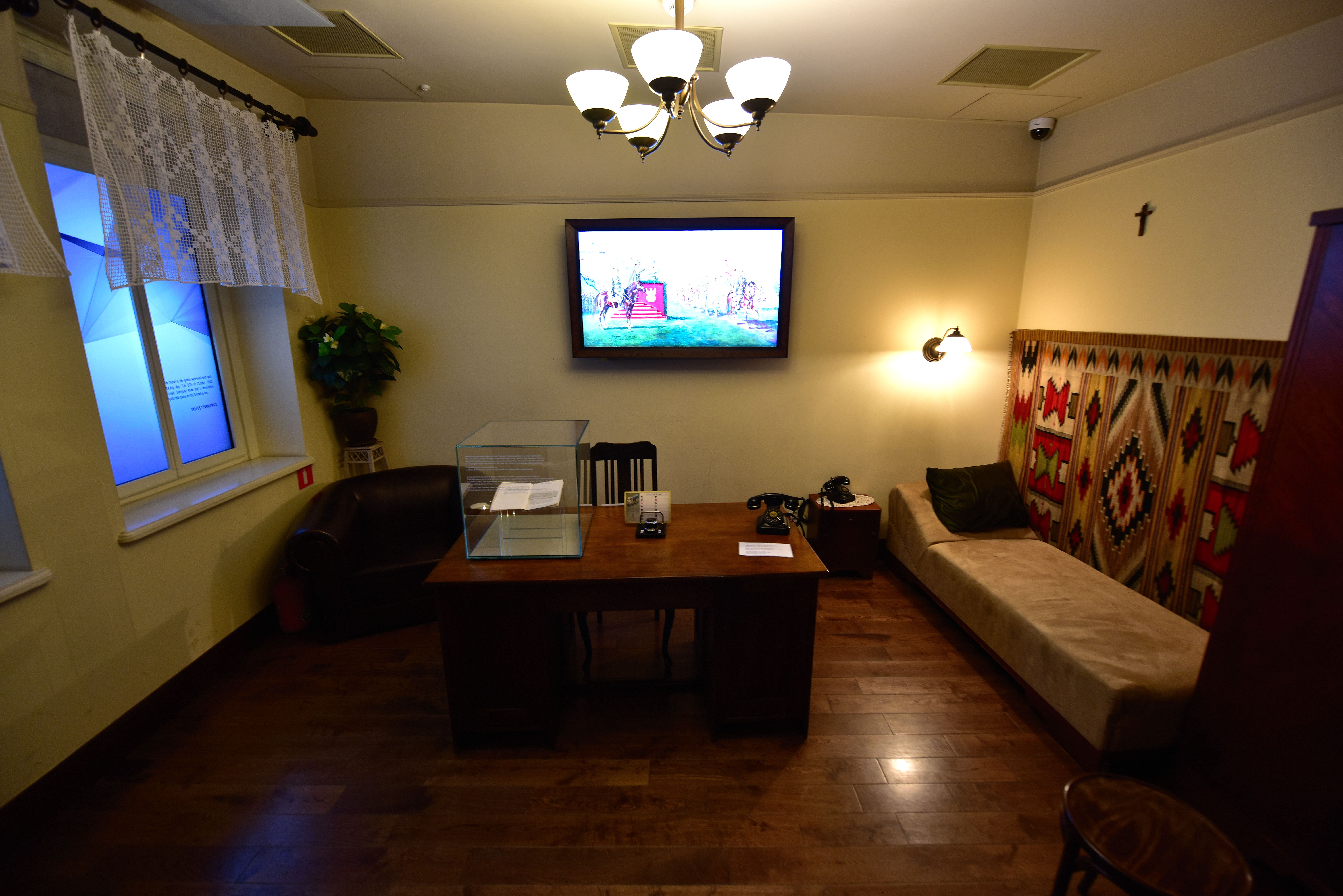
Pokój Tadeusza Pankiewicza

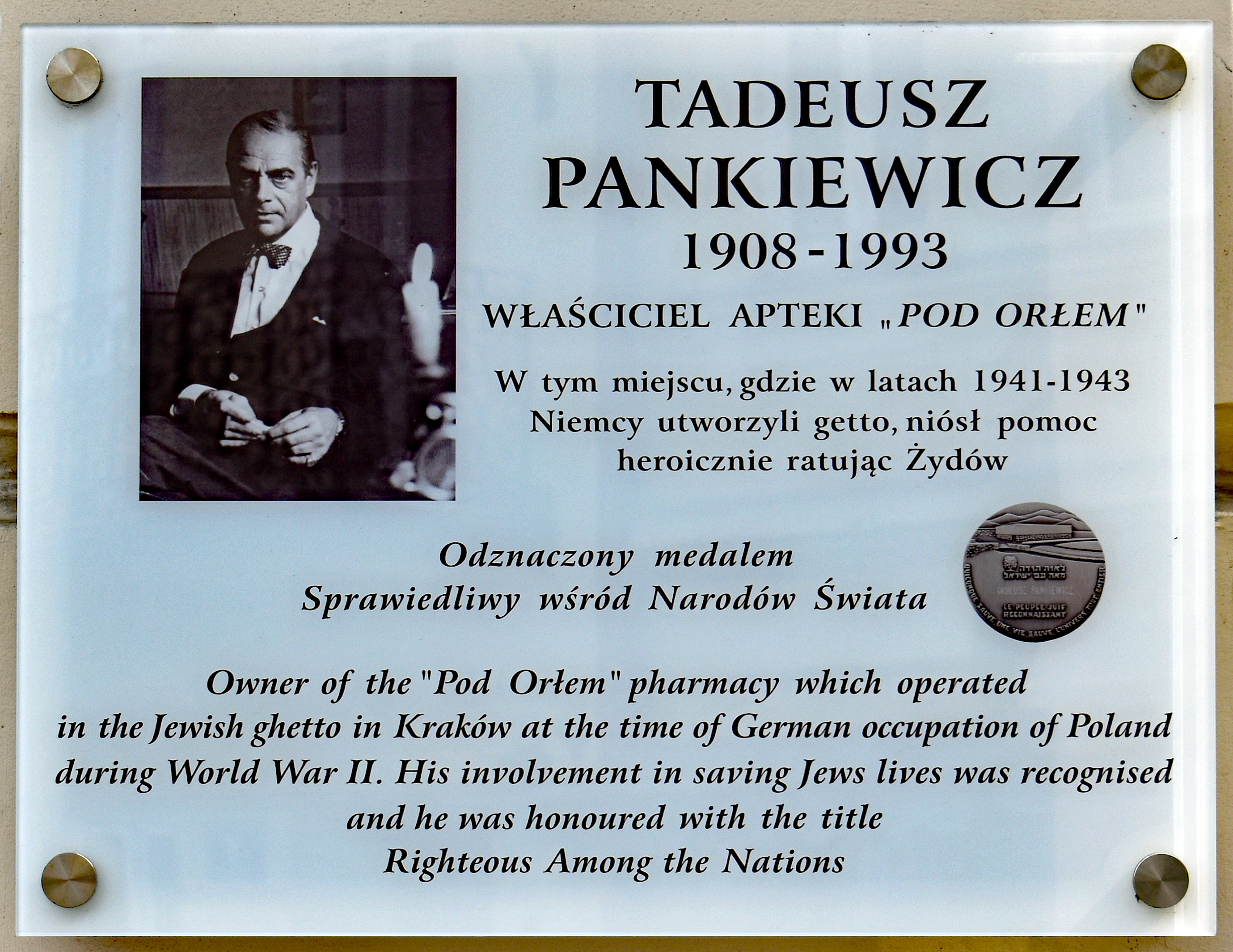
Tablica upamiętniająca Tadeusza Pankiewicza

Apteka „Pod Orłem” w Krakowie – jedyna apteka znajdująca się w getcie krakowskim w Podgórzu w czasie okupacji niemieckiej Krakowa. 
Apteka znajdowała się przy placu Bohaterów Getta 18 (dawniej Mały Rynek, potem plac Zgody). Prowadził ją Tadeusz Pankiewicz, jedyny Polak mieszkający w granicach getta, od początku do końca jego istnienia. Apteka była konspiracyjnym miejscem aprowizacyjnym, pomocowym i kontaktowym Żydów mieszkających w getcie.

## Historia
Aptekę Pod Orłem założył mgr Józef Pankiewicz, ojciec Tadeusza, w 1909 roku Od początku istnienia mieściła się w narożnej kamienicy nr 18 przy Małym Rynku w Podgórzu, wówczas osobnym mieście. Była czwartą apteką w Podgórzu i pierwszą powstałą poza ścisłym centrum miasta. Zaopatrywali się w niej w leki mieszkańcy Podgórza, zarówno Polacy jak i Żydzi, m.in. towarzystwo Bikkur Cholim. 
Tadeusz Pankiewicz rozpoczął pracę w aptece rodzinnej w 1930 roku, po ukończeniu studiów farmaceutycznych na Uniwersytecie Jagiellońskim. Od początku 1934 roku objął obowiązki zarządcy apteki, jego ojciec Józef Pankiewicz pracował dorywczo w aptece do 1936 roku. Apteka stanowiła własność Józefa Pankiewicza a po jego śmierci w 1942 wdowy po nim, Marii Pankiewiczowej, która w 1945 roku zrzekła się własności na rzecz Tadeusza. Formalnie Tadeusz Pankiewicz został właścicielem apteki w 1946. Apteka cały czas pozostawała własnością rodziny.

## II wojna światowa
Po utworzeniu przez Niemców getta dla krakowskich Żydów w Podgórzu, apteka Pankiewiczów znalazła się wewnątrz murów getta, w samym jego centrum. Dzięki staraniom Tadeusza Pankiewicza, władze niemieckie wyraziły zgodę na funkcjonowanie „aryjskiej” apteki w getcie. Na polecenie władz niemieckich apteka Pod Orłem, jako jedyna w getcie, czynna była całą dobę.
Zespół pracujący w aptece Tadeusza Pankiewicza, oprócz właściciela, składał się z trzech osób: Irena Droździkowska, mgr farmacji, pracowała w aptece w okresie od 10 września 1939 do 28 lutego 1951; Aurelia Czort z d. Danek, wówczas studentka farmacji Uniwersytetu Jagiellońskiego – w okresie od 1 maja 1941 do 1 września 1945; Helena Krywaniuk, także studentka farmacji UJ – w okresie od 5 grudnia 1941 do 31 października 1950. Obydwie ukończyły studia farmaceutyczne na Uniwersytecie Jagiellońskim po wojnie. Irena Droździkowska, Aurelia Czort i Helena Krywaniuk posiadały przepustki i wieczorem opuszczały getto natomiast Tadeusz Pankiewicz mieszkał tam na stałe.
W okresie istnienia getta (1941–1943) apteka była miejscem szczególnym. W godzinach wieczornych, a później także nocnych, spotykali się w niej ludzie, którzy stanowili elitę zawodową, intelektualną i artystyczną getta. Bywali tam Mordechaj Gebirtig – pieśniarz żydowski, Znakomity malarz żydowski Abraham Neuman, dr Julian Aleksandrowicz, dr Bernhard Bornstein, dr Leon Steinberg, farmaceuci: Emanuel Herman, Roman Imerglück i wielu innych. Na spotkaniach tych komentowano wydarzenia, komunikaty wojenne, wymieniano informacje uzyskane z prasy podziemnej, toczyły się ożywione dyskusje nie tylko polityczne, ale także o literaturze i zwykłe rozmowy towarzyskie. Odbywały się spotkania biesiadne z okazji świąt lub szczęśliwych wydarzeń, jak sam Pankiewicz wspominał: „Punktem zbornym po każdym wysiedleniu jest apteka. Wiadomo, że kto ocalał, ten pierwsze kroki skieruje do nas; tu czekają inni, tu zjawią się wszyscy z grona naszych przyjaciół, których los ocalił od śmierci. Każdy opowiada, jak uciekał, gdzie się chował, jak ocalał”.
W aptece dwukrotnie odbyło się spotkanie wybitnego matematyka, profesora Uniwersytetu Jagiellońskiego Tadeusza Ważewskiego z dr Rappaportem, filozofem i prawnikiem. Tematem spotkania było rozwiązanie zagadnienia trysekcji kąta – jednego z wielkich problemów matematyki greckiej, które zaproponował Rappaport. Już w roku 1837 udowodniono, że jest to konstrukcja niewykonalna w ogólnym przypadku, o czym Ważewski wiedział i o czym poinformował Pankiewicza przed spotkaniem. Okazało się jednak, że metoda zaproponowana przez Rappaporta jest jedną z najprostszych. Jest ona dodatkowo bardzo dokładna dla kątów α ≤ 30° (w tym przypadku uzyskiwany błąd δ < 1°). Ważewski opublikował notę poświęconą rozwiązaniu Rappaporta w „Annales de la societe polonaise de mathematique” w 1945. Rappaport nie dożył publikacji, zginął podczas wysiedlenia czerwcowego w 1942.
W aptece zaopatrywano się w farbę do włosów dla odmłodzenia wyglądu, do produkcji której półfabrykaty dostarczał dr Ludwik Żurowski oraz luminal, który podawano dzieciom ukrywanym lub przemycanym poza getto.
W grudniu 1941, po formalnym zamknięciu poczty w getcie, apteka przejęła jej funkcję i stała się punktem nielegalnych kontaktów mieszkańców getta z „aryjską” stroną miasta. Pracownicy apteki byli łącznikami przenosząc korespondencję, cenne przedmioty i szmuglując do getta zakupioną żywność, leki i zamawiane artykuły.
W okresie nasilonych aresztowań apteka stała się azylem dla represjonowanych, którzy korzystając z całodobowego dyżuru, szukali w niej schronienia. Pełniła rolę ostatniego punktu kontaktowego dla wysiedlanych tuż przed wyprowadzeniem ich z placu Zgody. Służyła także jako miejsce ukrycia kilkunastu starych i cennych tor, które przetrwały wojnę oraz prywatnych dokumentów powierzonych Pankiewiczowi przez wysiedleńców. Po likwidacji getta z apteki i przez aptekę płynęła pomoc dla więźniów obozu Płaszów.
Po podziale getta na części „A” i „B” apteka znalazła się w getcie „B” w którym przebywały osoby bezrobotne, starsze i chore.
Po likwidacji getta apteka Pod Orłem funkcjonowała bez większych zmian z wyjątkiem skróconych godzin otwarcia. W okresie od likwidacji getta 13/14 marca 1943 do grudnia 1943 zaopatrywali się w niej w leki Żydzi, którzy pozostali na terenie getta: członkowie Judenratu, Ordnungsdienstu i ich rodziny. Policja żydowska pobierała tam leki dla grupy ok. 300 więźniów. Później apteka służyła nowym mieszkańcom Podgórza zasiedlającym teren byłego getta.
Po kapitulacji powstania warszawskiego (1944) apteka była miejscem spotkań artystów, którzy masowo przyjechali do Krakowa ze zniszczonej Warszawy.

## Po wojnie
W 1951 roku, w wyniku zmian ustrojowych w Polsce, przeprowadzono nacjonalizację aptek. Apteka Pankiewiczów Pod Orłem została przemianowana na „Przedsiębiorstwo Państwowe. Apteka Społeczna nr 31”. Wbrew przyjętym regułom na stanowisku kierownika apteki pozostawiono byłego właściciela Tadeusza Pankiewicza. Kierownikiem pozostał do końca grudnia 1953. Po Tadeuszu Pankiewiczu kierownictwo apteki przejął mgr Jan Schnayder, który kierował apteką do 1978. Po nim funkcję kierownika przejął mgr Stanisław Wójcikiewicz. Ostatnim kierownikiem apteki była mgr Szarota Nowak.
W kwietniu 1967 roku apteka została przeniesiona do budynku przy pl. Bohaterów Getta 11. W dawnych pomieszczeniach apteki Pod Orłem został otwarty „Bar Nadwiślański”, który przetrwał do 1981 roku.
Apteka „Pod Orłem” została uwieczniona m.in. w książce Tadeusza Pankiewicza Apteka w getcie krakowskim oraz filmie Lista Schindlera Stevena Spielberga, który w roku 2004 za finansowe wspieranie działalności Apteki „Pod Orłem” otrzymał tytuł Mecenasa Kultury Krakowa.

## Muzeum Getta „Apteka Pod Orłem”
Obecnie Apteka „Pod Orłem” jest oddziałem Muzeum Historycznego Miasta Krakowa.
W 1981 naczelnik Urzędu Dzielnicowego Kraków-Podgórze Marian Kulig nakazał likwidację baru i przeznaczył pomieszczenia na utworzenie muzeum. Dzięki staraniom grupy osób dobrze znających historię apteki, przyjaciół Pankiewicza, którzy utworzyli Towarzystwo Przyjaciół Dzielnicy Podgórze, w składzie: Fryderyk Nedela, mecenas Mieczysław Kossek, dr Józef Wroński, Tadeusz Zachariasiewicz, Leon Gröbler, prof. dr hab. Julian Aleksandrowicz, prof. dr hab. Jan Walas, prof. Emil Luchter, Jan Krejcza utworzono Muzeum Pamięci Narodowej. Muzeum otwarto 22 kwietnia 1983 roku.
W 2002 roku Roman Polański przekazał uzyskaną nagrodę Fundacji Kultury Polskiej „Złote Berło” na rzecz muzeum. 
W 2003 Muzeum Apteka pod Orłem zostało oddziałem Muzeum Historycznego Miasta Krakowa. Dzięki funduszom przekazanym przez Romana Polańskiego i Stevena Spielberga, nastąpiły zmiany w wyposażeniu i ekspozycji muzealnej. W 2010 Muzeum Historyczne Miasta Krakowa włączyło Aptekę pod Orłem w nowo utworzoną strukturę – Trasę Pamięci. Stanowią ją trzy oddziały MHK: Fabryka Schindlera, Ulica Pomorska i Apteka pod Orłem, które wspólnie prezentują całość historii okupacyjnego Krakowa.
16 marca 2013 roku dla uczczenia 70 rocznicy likwidacji getta w Krakowie w pomieszczeniach dawnej apteki otwarto nową ekspozycję stałą „Apteka Tadeusza Pankiewicza w getcie krakowskim”. Poeta Ignacy Nikorowicz poświęcił aptece wiersz Apteka „Pod Orłem” w getcie krakowskim.